# Свети Мина (Велвендо)
Вижте пояснителната страница за други значения на Мина.
„Свети Мина“ (на гръцки: Ναός Αγίου Μηνά Βελβεντού) е средновековна православна църква в южномакедонския град Велвендо, Егейска Македония, Гърция.
Църквата е разположена на входа на града близо до църквата „Свети Николай“ и представлява малка, еднокорабна византийска базилика с дървен покрив, по-нов нартекс и отворен трем от южната страна. Построена е върху късноримска баня. Дълго време е функционирала като гробищна църква. Изграждането на храма е в две фази – апсидата и източната стена са от края на XII – началото на XIII век, съдейки по зидарията и стенописите. През XV век след катастрофа, която може да бъде свързана с окупацията на района от османските турци в края на XIV век, са изградени западната и южната стена на църквата и може би най-горната част на северната стена (над 1,5 m). Храмът е изписан в началото на XIII и в XV век. От първия период са запазени изображенията на Благовещение и Преображение на източната стена на наоса и Богородица Ширшая небес в апсидата. Стенописите от XV век са в две зони – горната заемат най-важните сцени от Дванадесетте празника, Страстите и събитията преди Възкресението, а по-долната са светци.
През 1996 – 1998 година в храма и околностите е извършена реставрационна работа и разкопки. В 2007 година е разкопана и ранновизантийската баня.